# Lost Society
I Lost Society sono un gruppo musicale thrash metal finlandese, formatosi a Jyväskylä nel 2010.

## Formazione
- Samy Elbanna – voce, chitarra (2010-presente)
- Arttu Lesonen – chitarra, cori (2010-presente)
- Mirko Lehtinen – basso, cori (2010-presente)
- Tapani Fagerström – batteria (2020-presente)

## Discografia

### Album in studio
- 2013 – Fast Loud Death
- 2014 – Terror Hungry
- 2016 – Braindead
- 2020 – No Absolution
- 2022 – If The Sky Came Down

### Demo
- 2011 - Lost Society
- 2012 - Thrash All over You